# Castello di Beckov
Il Castello di Beckov (in slovacco Beckovský hrad e in ungherese Beckói vár) è un castello del XII secolo in rovina situato presso il villaggio di Beckov, nel Distretto di Nové Mesto nad Váhom, Regione di Trenčín, in Slovacchia.

## Nome
In origine il castello era chiamato in latino Blundix o Blundus, termine derivato dalla voce slava Bludišteː blúdiť nello slovacco antico e bludište (slovacco moderno) sono parole che descrivono un "vagare a vuoto", un "labirinto", in riferimento alle asperità del terreno in quella regione. Soltanto in seguito il castello è divenuto noto con il nome del villaggio sorto nei pressi.

## Storia

### Grande Moravia–1388
Il dirupo di Beckov è un klippe (rupe) di una falda locale presso il fiume Váh. Su questo dirupo sorge un castello che è da sempre stato sfruttato come un avamposto strategico della Grande Moravia (X-XII secolo). In particolare, serviva per vegliare sui confini del Regno d'Ungheria. I primi documenti, infatti, ne attestano l'esistenza al tempo di Bela III d'Ungheria, quando il castello di Blundus (oppure di Blondóc) fu occupato durante un'invasione.
Divenne proprietà di Matteo III Csák tra la fine del XIII e l'inizio del XIV secolo, quando venne fortificato. Alla morte di Matteo III (1321), il castello fu amministrato dai castellani. Infine, nel 1379 Luigi I d'Ungheria concesse il castello a Miklós Bánffy come ricompensa per i suoi servizi resi nelle battaglie nei Balcani e in Italia.

### 1388–1437

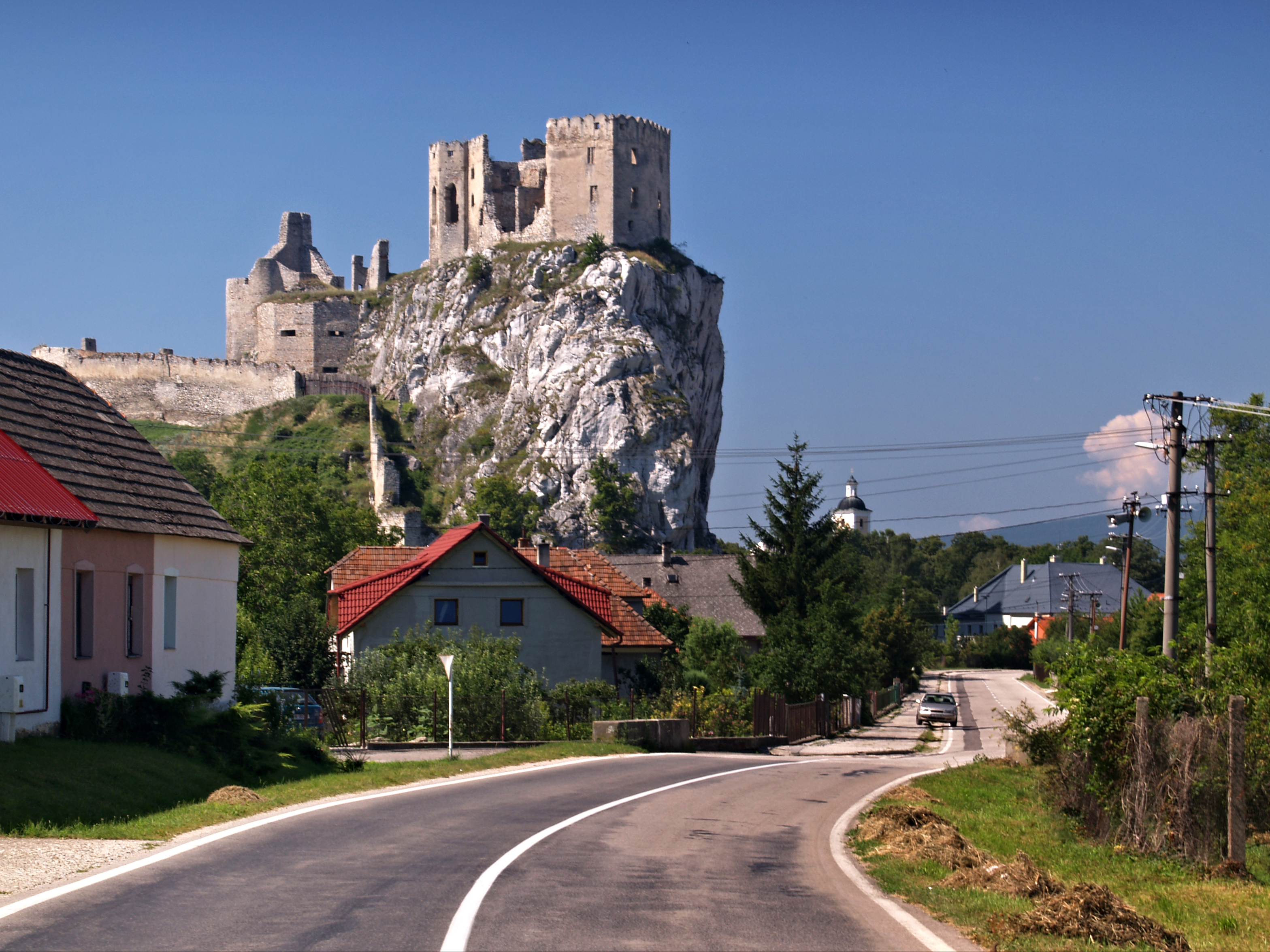
Castello visto dal basso

Nel 1388 Sigismondo di Lussemburgo, re d'Ungheria, cedette il castello a Stibor di Steborice del clan di Ostoja, un lord di origini polacche. Stibor era uno dei più influenti consiglieri del re e controllava una parte significativa dell'Ungheria settentrionale (la moderna Slovacchia). Aveva in suo possesso ben 31 castelli, ma Stibor scelse Beckov come sua residenza e si curò della manutenzione della struttura, ricostruendola come casa di famiglia secondo lo stile gotico. Artisti provenienti da Venezia, Polonia, Germania e Boemia parteciparono all'abbellimento del castello, che fu dotato anche di una cappella con decorazioni scolpite (tra cui una Madonna Nera) e dipinti.
Alla morte di Stibor (1414) il castello fu ereditato dal figlio Stibor Stiboric di Beckov, che a sua volta lo concesse alla figlia Katarína non avendo avuto, costui, figli maschi. Tuttavia, il consiglio reale dell'epoca decretò che la donna avrebbe ereditato solamente un quarto dell'eredità paterna in denaro, mentre il castello fu venduto a Pál Bánffy da Sigismondo nel 1437 a condizione che si sposasse con Katarína (cosa che effettivamente fece).

### 1437–1729
Dopo la Battaglia di Mohács del 1526, in cui l'Ungheria fu sconfitta dall'Impero ottomano, la famiglia Bánffy ricostruì il castello in veste di fortezza rinascimentale e residenza nobiliare. János Bánffy fu poi ucciso in uno scontro con i turchi nel 1595. Nel 1599 il castello subì un lungo assedio da parte dei tatari, ma rimase di proprietà dei Bánffy fino al 1646, quando l'ultimo erede, Kristóf, morì.
Nei decenni successivi il castello fu tramutato gradualmente in una prigione e caserma. Nel 1729 un incendio ne distrusse gli interni e i tetti, lasciandone solo delle rovine.

### Età contemporanea
Dal 1970 il castello è diventato un monumento culturale nazionale e il suo aspetto attuale è conseguente a dei restauri protrattisi dal 1996 fino al 2002.

## Descrizione

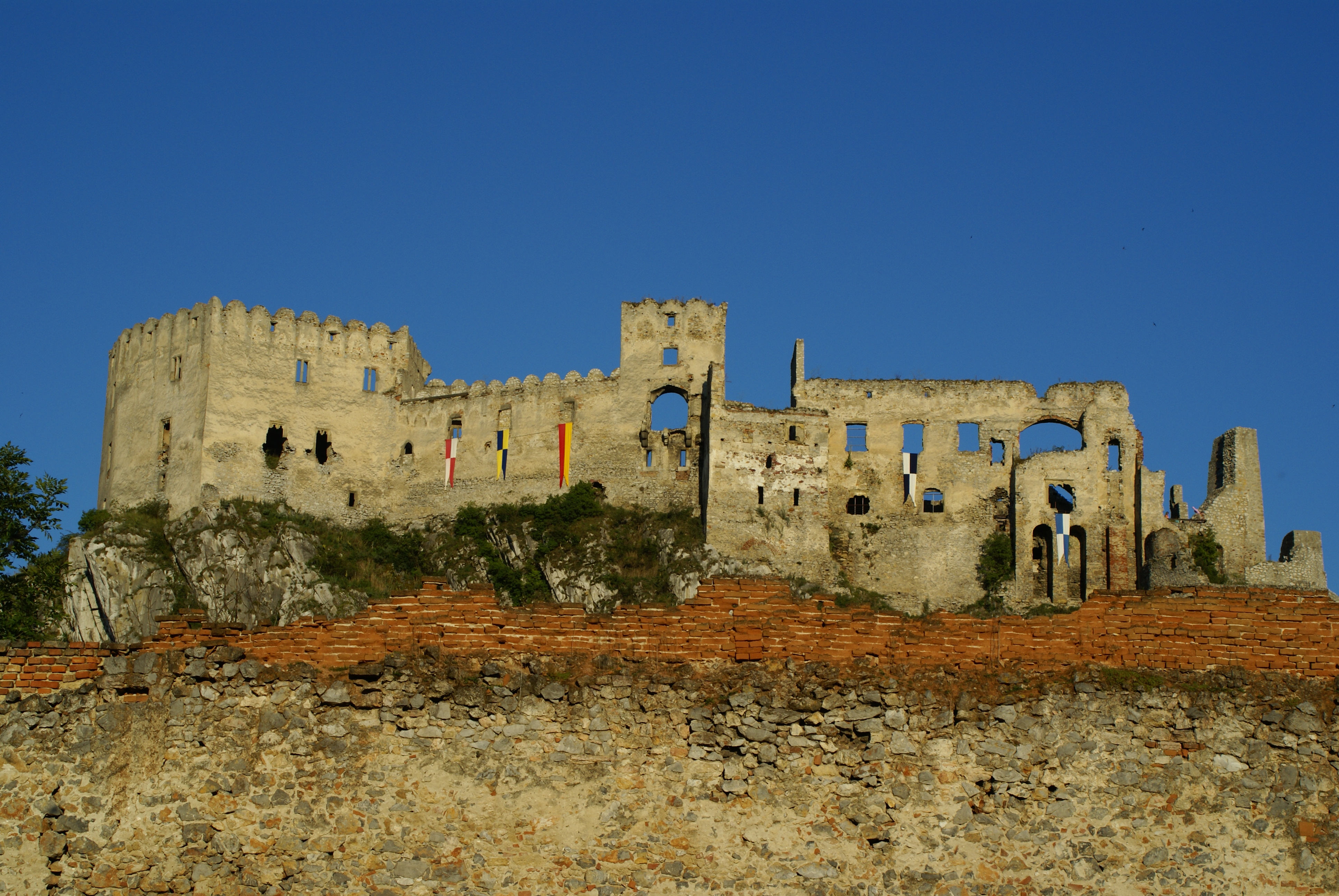
Il castello fotografato dal villaggio

L'entrata al castello, nel Cinquecento, consisteva di un ponte levatoio su un fossato, protetto da un barbacane (in seguito sostituita da un ponte di legno) con una torre di guardia. Quest'area, oggi, ospita la biglietteria turistica. Uno dei cortili principali viene oggi utilizzato come anfiteatro per eventi, esibizioni e come area dedicata ai souvenir.

### Cimitero ebraico
Lungo la strada che conduce al castello si trova un cimitero ebraico con oltre cento tombe, le più antiche datate 1739-1749 (la maggior parte, però, risale al primo Ottocento). I primi ebrei si trasferirono a Beckov sul finire del Seicento da Uherský Brod. Nel 1734 acquistarono dei fondi terrieri dal conte Jan Esterhazi per realizzarne un cimitero. Le incisioni sono in ebraico o tedesco e dal 1991 questo sito è diventato uno dei monumenti culturali slovacchi.

## Galleria d'immagini

### Fotografie

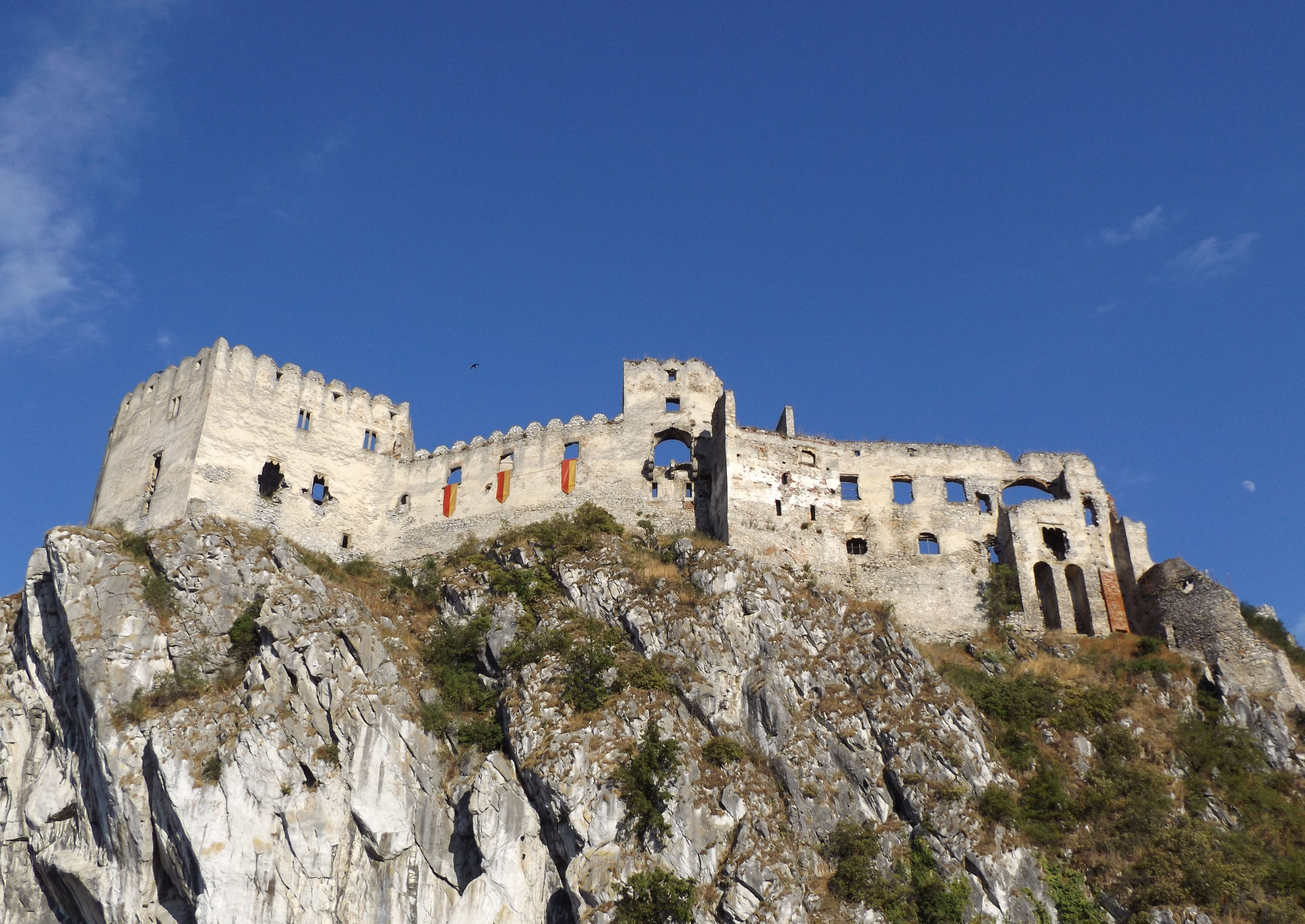
Il castello sorge su un dirupo
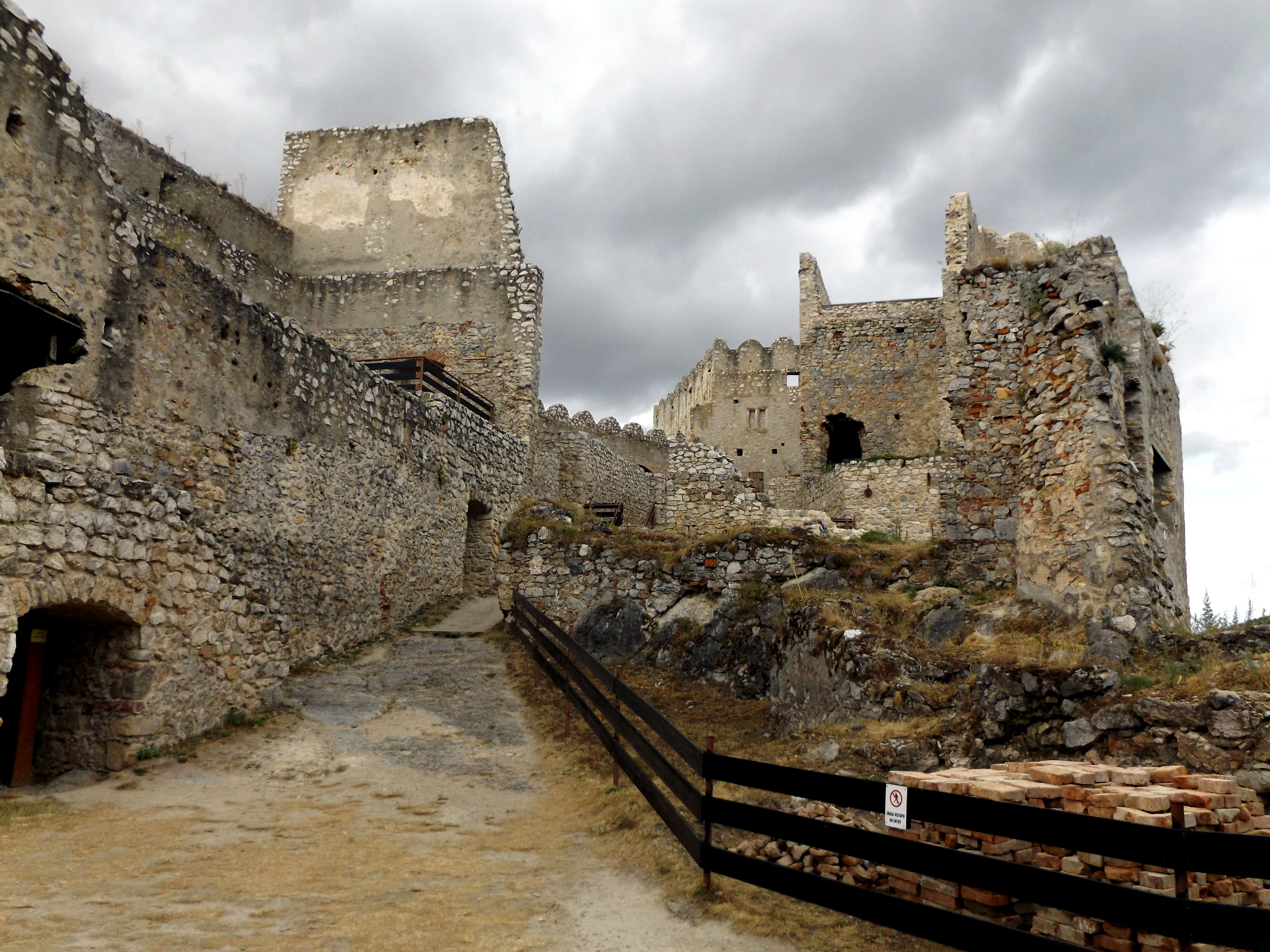
La strada per il cortile principale
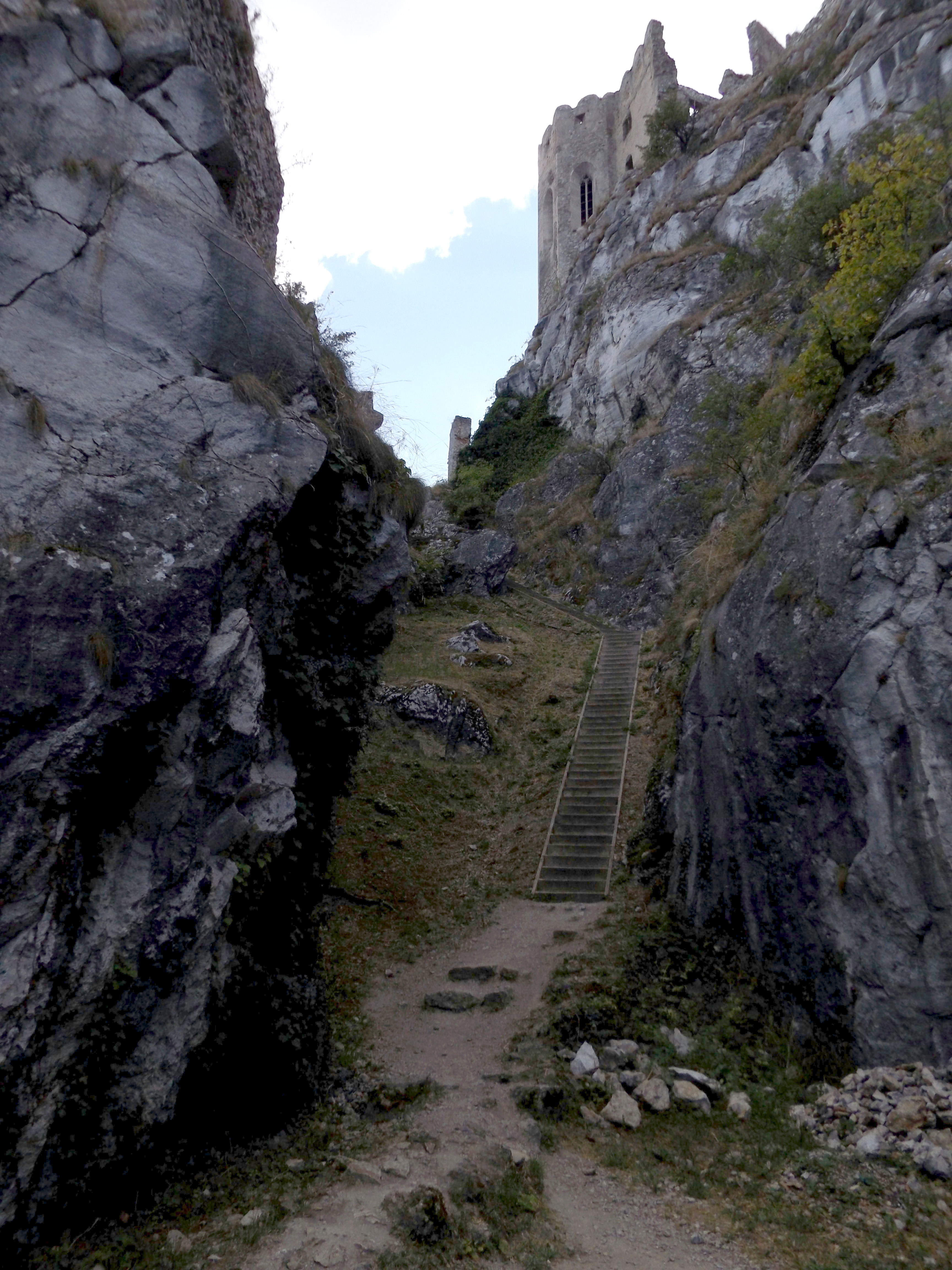
Vista del castello dal basso

### Arte

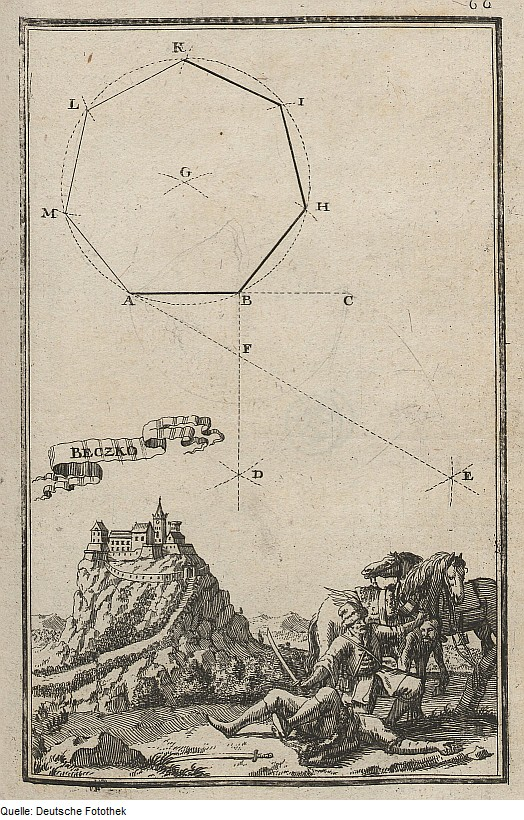
Siebeneck, Ansicht der ungarischen Stadt und Festung Beczko, Anton Ernst Burkhard von Birckenstein (1698)
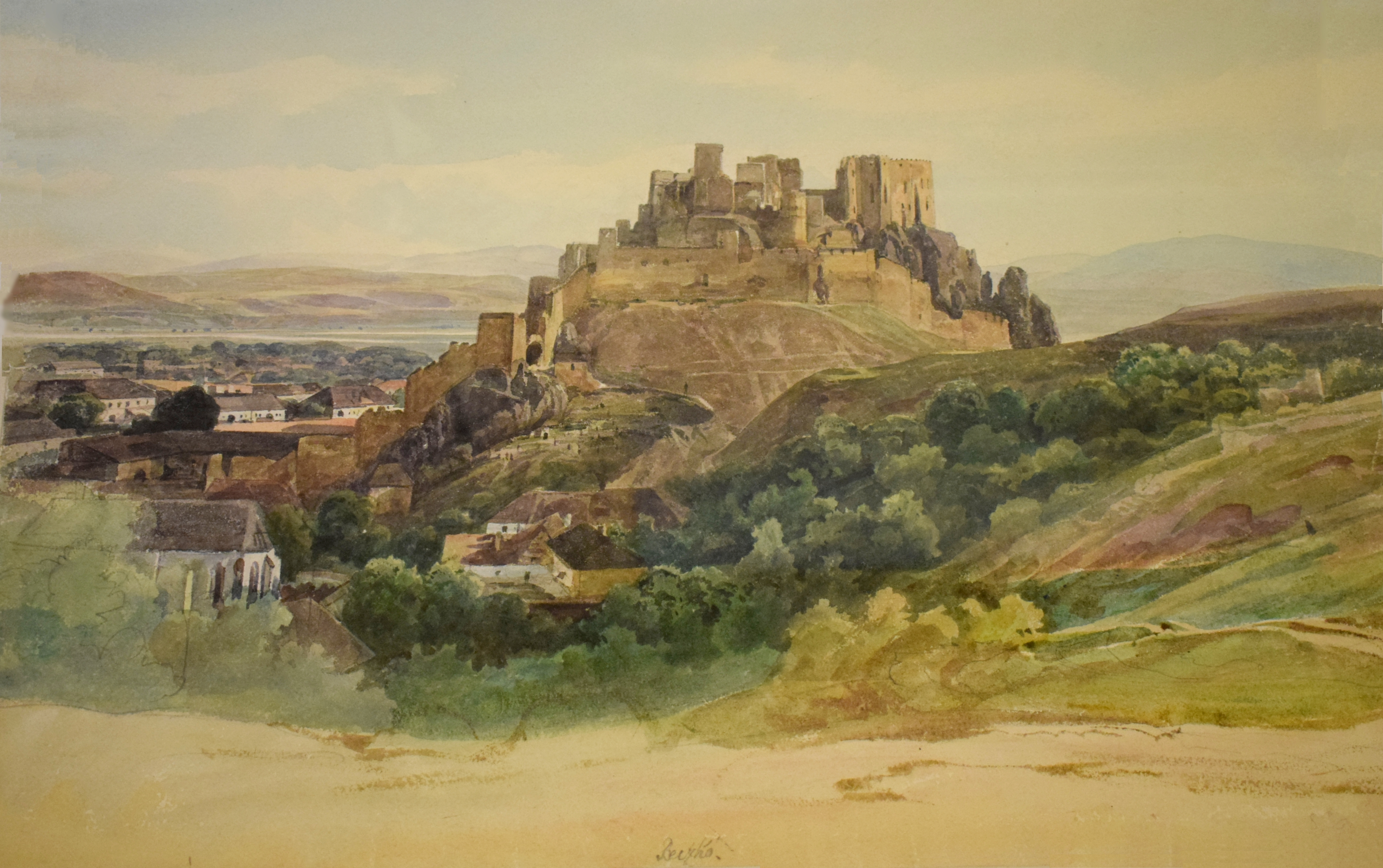
Betzko vom jüdischen Friedhof, Thomas Ender (1860-1861)
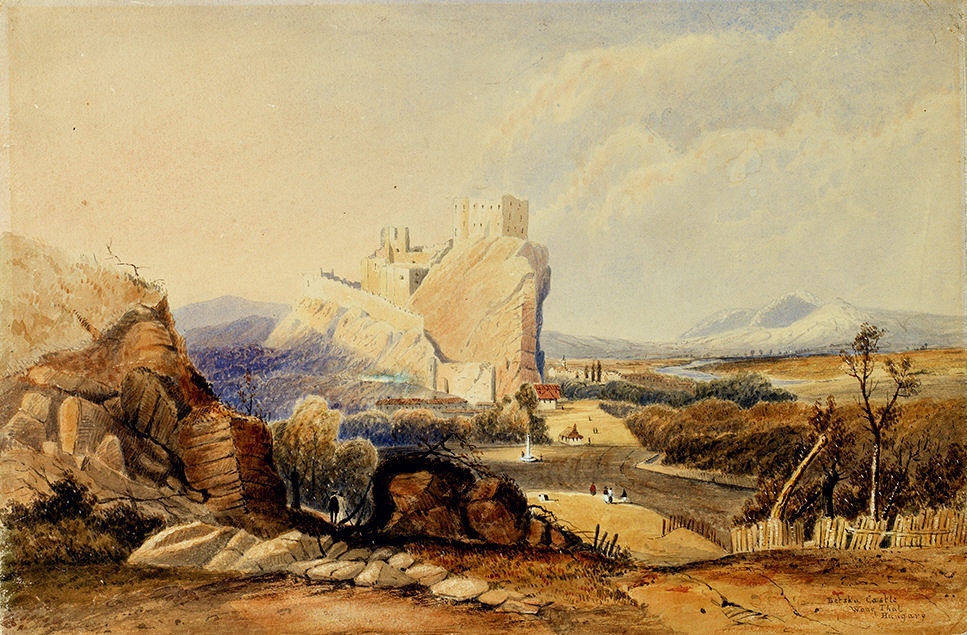
Betska Castle Waag Thal Hungary di George Edwards Hering (1879)
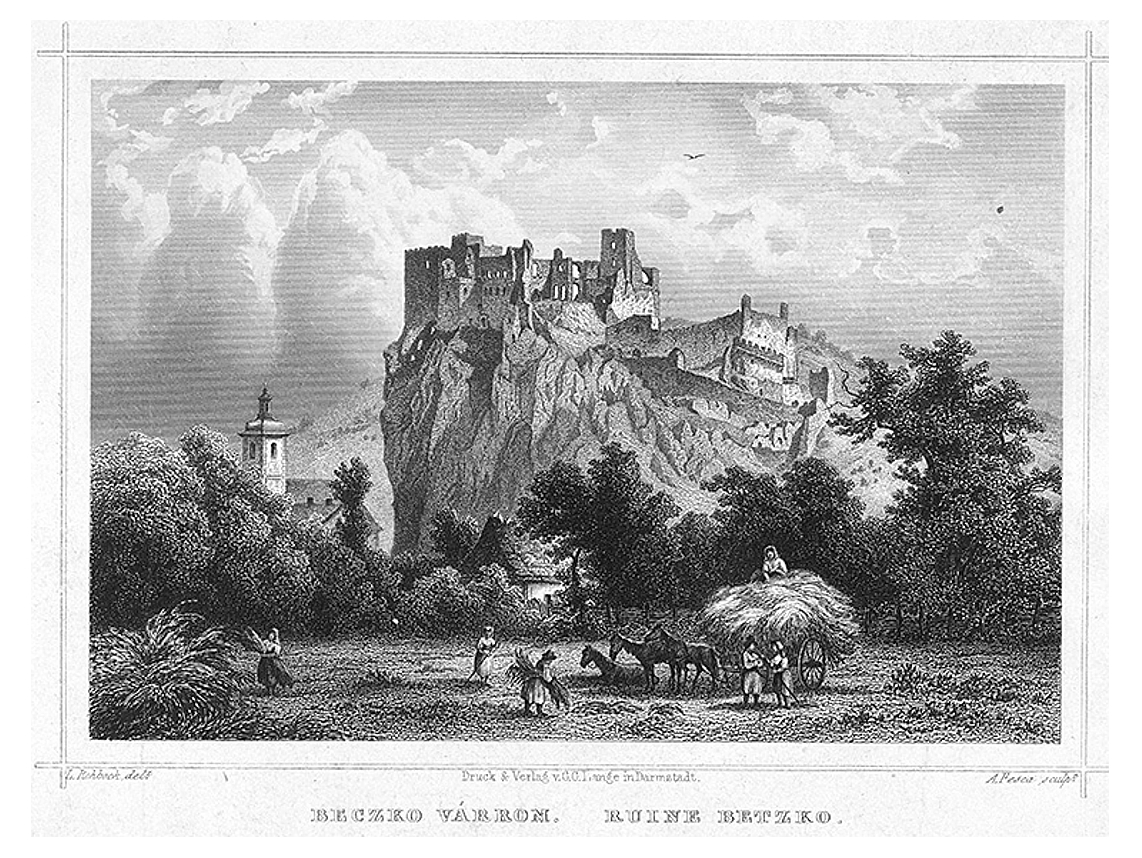
Ruine Betzko, Ludwig Rohbock (1863)
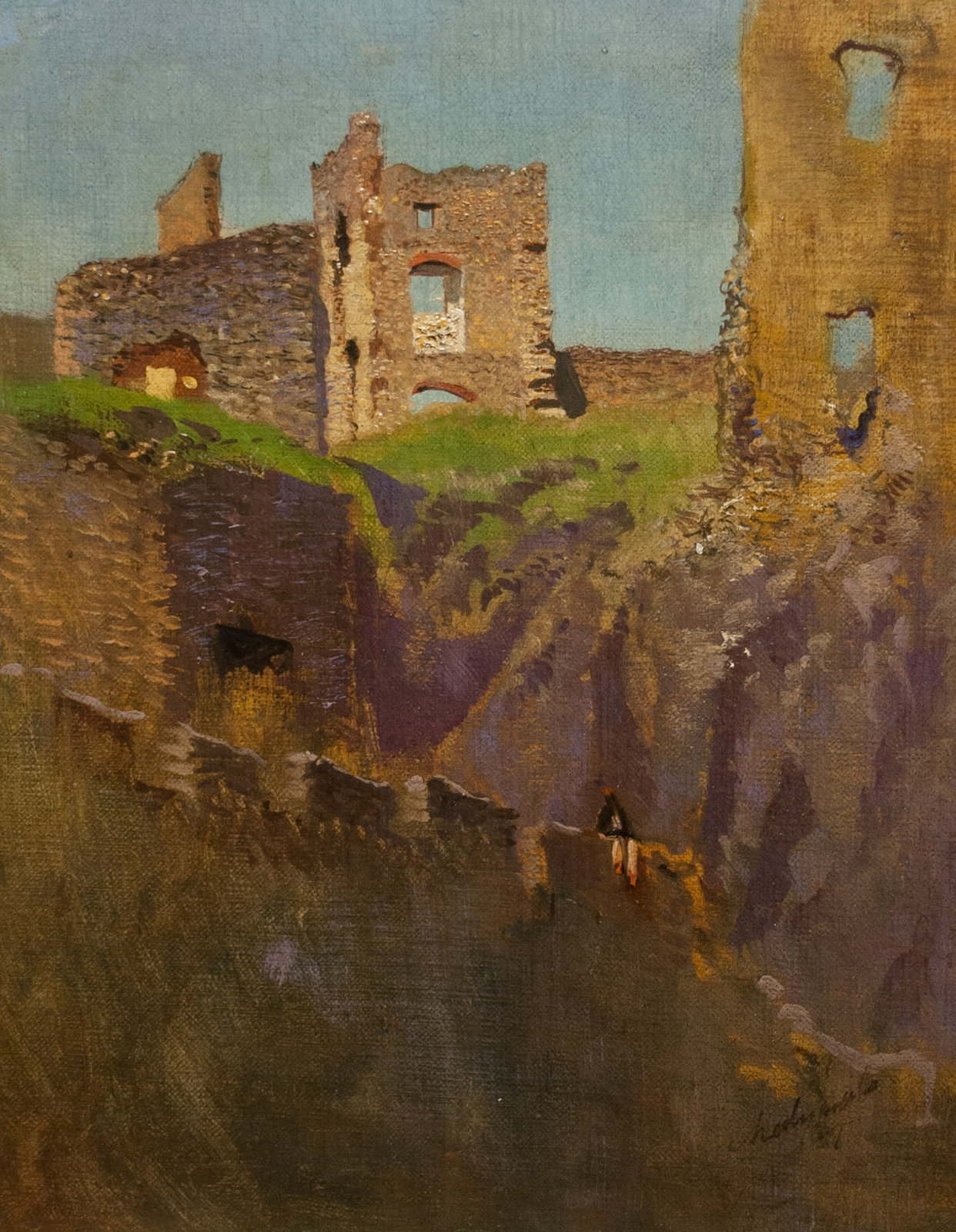
Beckó romjai, László Mednyánszky (1875-1895)

### Approfondimenti
- Daniel Kollár e Jaroslav Nešpor, Castles – Most Beautiful Ruins, Bratislava, Dajama, 2007, ISBN 978-80-89226-42-9 (archiviato dall'url originale l'8 gennaio 2009).